# Yinma He
L'Yinma He (饮马河S, Yǐnmǎ HéP; in russo  Иньмахэ?, In'machė) è un affluente sinistro del Songhua nella Cina nord-orientale. Il fiume scorre nella provincia di Jilin.

## Descrizione
La sorgente del fiume si trova sul territorio della città-contea di Panshi. Da lì, il fiume scorre a nord-ovest, quindi attraverso il distretto di Shuangyang a nord di Changchun. Prosegue poi verso nord attraverso il distretto di Jiutai e la città-contea di Dehui, e sfocia nel Songhua nella contea di Nong'an. La lunghezza del fiume è di 387 km; l'area del bacino è di 18 247km².
| Controllo di autorità | LCCN (EN) sh2012004158 · J9U (EN, HE) 987007595336405171 |